# Hersjana Matmuja
Hersjana Matmuja (Kukës, 1 februari 1990) is een Albanese zangeres.

## Biografie
Matmuja werd geboren op 1 februari 1990 in Kukës, een stad in het noorden van Albanië. Op jonge leeftijd besloot haar familie te verhuizen naar Italië. Ze studeerde canto in Rome, maar verloor de banden met haar thuisland nooit uit het oog. In 2006 nam ze voor het eerst deel aan Festivali i Këngës, de Albanese preselectie voor het Eurovisiesongfestival. Ze eindigde als tiende. Ook in 2011 en 2012 nam ze deel aan dit festival, en eindigde ze respectievelijk laatste en derde. In 2013 waagde ze wederom haar kans, en ditmaal met succes: Herciana Matmuja won Festivali i Këngës 2013 met het nummer Zemërimi i një nate. Hierdoor mocht ze haar land vertegenwoordigen op het Eurovisiesongfestival 2014, in de Deense hoofdstad Kopenhagen. Ze wist met haar optreden niet verder te komen dan de halve finale. Het nummer werd op het festival in het Engels ten horen gebracht onder de naam One night's anger.